# ダニー・バーンズ (野球)
ダニエル・ジョナサン・バーンズ（Daniel Jonathan "Danny" Barnes, 1989年10月21日 - ）は、アメリカ合衆国ニューヨーク州ナッソー郡マンハセット出身の元プロ野球選手（投手）。右投左打。2022年よりMLBのニューヨーク・メッツのアシスタントコーチを務める。愛称はバーンジー（Barnzy）。

## 経歴

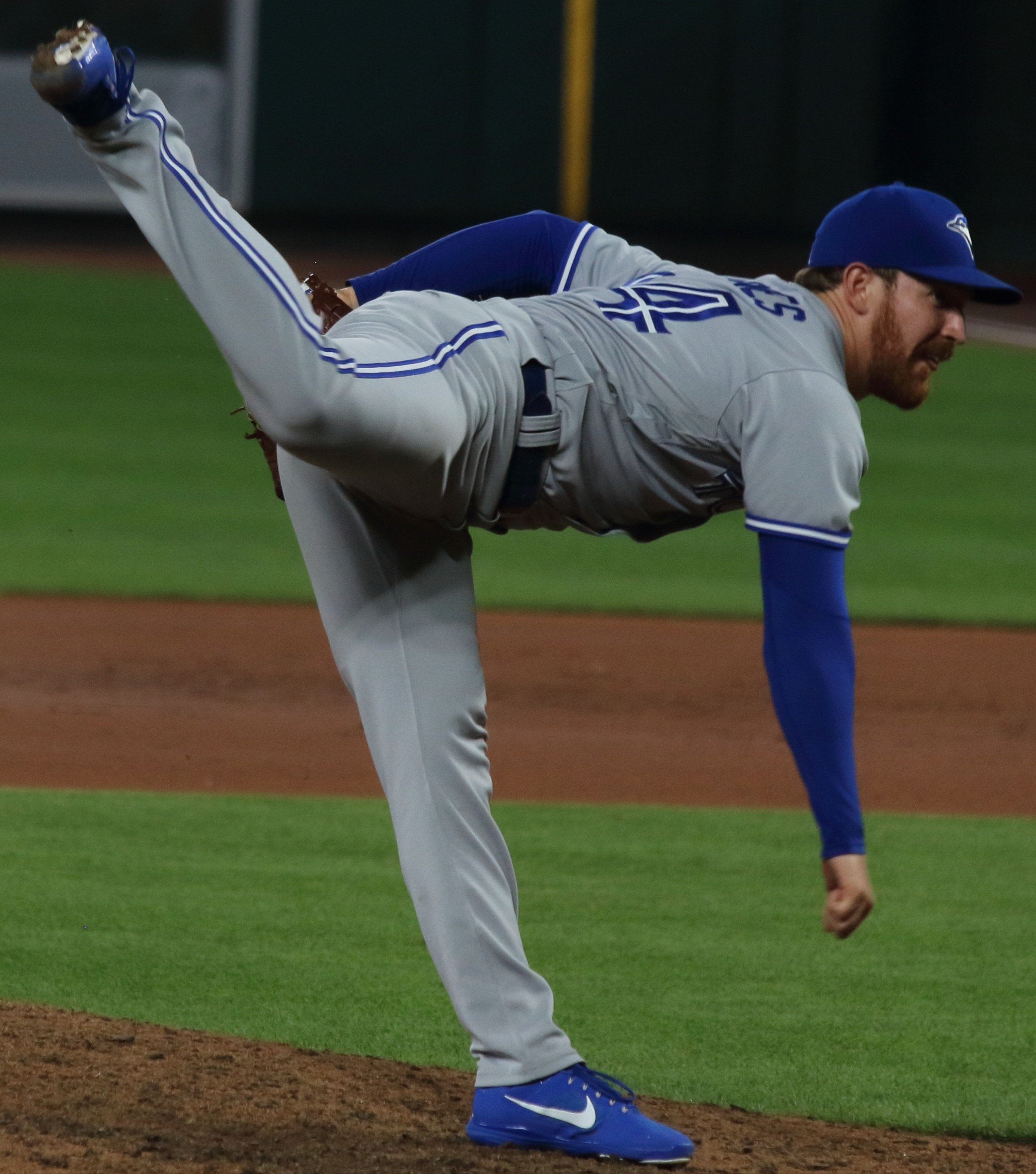
トロント・ブルージェイズ時代
(2018年9月20日)

2010年のMLBドラフト35巡目（全体1056位）でトロント・ブルージェイズから指名され、プロ入り。契約後、傘下のルーキー級ガルフ・コーストリーグ・ブルージェイズでプロデビュー。A級ランシング・ラグナッツでもプレーし、2球団合計で22試合に登板して1勝1敗1セーブ、防御率2.15、53奪三振を記録した。
2011年はA級ランシングでプレーし、44試合（先発2試合）に登板して5勝1敗13セーブ、防御率2.32、99奪三振を記録した。
2012年はA+級ダニーデン・ブルージェイズとAA級ニューハンプシャー・フィッシャーキャッツでプレーし、2球団合計で51試合に登板して1勝3敗34セーブ、防御率1.87、65奪三振を記録した。
2013年もA+級ダニーデンとAA級ニューハンプシャーでプレーしたが、回旋筋腱板を痛めたため、2球団合計で4試合の登板にとどまった。
2014年はA+級ダニーデンでプレーし、36試合に登板して0勝5敗7セーブ、防御率4.19、49奪三振を記録した。
2015年はAA級ニューハンプシャーでプレーし、40試合（先発1試合）に登板して3勝2敗4セーブ、防御率2.97、74奪三振を記録した。
2016年は開幕をAA級ニューハンプシャーで迎えた。AAA級バッファロー・バイソンズを経て8月2日にメジャー初昇格した。同日のヒューストン・アストロズ戦でメジャーデビュー。この年メジャーでは12試合に登板して防御率3.95、14奪三振の成績を残した。
2017年はリリーフの一角として60試合に登板し、3勝6敗、防御率3.55を記録した。
2018年6月11日のタンパベイ・レイズ戦で、100登板と100奪三振を達成した。6月22日に左膝腱炎で10日間の故障者リストに入り、8月1日に復帰した。レギュラーシーズンでは、47試合に登板したが、防御率5.71だった。
2019年1月29日にフレディ・ガルビスの加入に伴ってDFAとなり、2月5日にマイナー契約でAAA級バッファローへ配属された。シーズンオフにFAとなった。
2020年にボルチモア・オリオールズとマイナー契約を結んだが、新型コロナウイルス感染拡大にできなかった。2021年は独立リーグ・アトランティックリーグのロングアイランド・ダックスでプレーした。
2022年、ニューヨーク・メッツのアシスタントコーチに就任した。

## 詳細情報

### 年度別投手成績
| 年 度    | 球 団    | 登 板 | 先 発 | 完 投 | 完 封 | 無 四 球 | 勝 利 | 敗 戦 | セ 丨 ブ | ホ 丨 ル ド | 勝 率 | 打 者 | 投 球 回 | 被 安 打 | 被 本 塁 打 | 与 四 球 | 敬 遠 | 与 死 球 | 奪 三 振 | 暴 投 | ボ 丨 ク | 失 点 | 自 責 点 | 防 御 率 | W H I P |
| -------- | -------- | ----- | ----- | ----- | ----- | -------- | ----- | ----- | -------- | ----------- | ----- | ----- | -------- | -------- | ----------- | -------- | ----- | -------- | -------- | ----- | -------- | ----- | -------- | -------- | ------- |
| 2016     | TOR      | 12    | 0     | 0     | 0     | 0        | 0     | 0     | 0        | 1           | ----  | 58    | 13.2     | 14       | 0           | 5        | 0     | 0        | 14       | 1     | 0        | 6     | 6        | 3.95     | 1.39    |
| 2017     | TOR      | 60    | 0     | 0     | 0     | 0        | 3     | 6     | 0        | 11          | .333  | 265   | 66.0     | 48       | 11          | 24       | 1     | 1        | 62       | 1     | 0        | 26    | 26       | 3.55     | 1.09    |
| 2018     | TOR      | 47    | 0     | 0     | 0     | 0        | 3     | 3     | 0        | 8           | .500  | 191   | 41.0     | 47       | 6           | 22       | 1     | 1        | 38       | 0     | 0        | 28    | 26       | 5.71     | 1.68    |
| MLB：3年 | MLB：3年 | 119   | 0     | 0     | 0     | 0        | 6     | 9     | 0        | 20          | .400  | 514   | 120.2    | 109      | 17          | 51       | 2     | 2        | 114      | 2     | 0        | 60    | 58       | 4.33     | 1.33    |

- 2018年度シーズン終了時

### 年度別守備成績
| 年 度 | 球 団 | 投手（P） | 投手（P） | 投手（P） | 投手（P） | 投手（P） | 投手（P） |
| 年 度 | 球 団 | 試 合     | 刺 殺     | 補 殺     | 失 策     | 併 殺     | 守 備 率  |
| ----- | ----- | --------- | --------- | --------- | --------- | --------- | --------- |
| 2016  | TOR   | 12        | 0         | 1         | 0         | 0         | 1.000     |
| 2017  | TOR   | 60        | 3         | 3         | 0         | 0         | 1.000     |
| 2018  | TOR   | 47        | 1         | 2         | 1         | 0         | .750      |
| MLB   | MLB   | 119       | 4         | 6         | 1         | 0         | .909      |

- 2018年度シーズン終了時

### 背番号
- 30（2016年）
- 24（2017年 - 2018年）